# Varnamtown
Varnamtown est une ville américaine située dans le comté de Brunswick dans l'État de Caroline du Nord. En 2010, sa population était de 541 habitants.

## Démographie
| 1990 | 2000 | 2010 | - | - | - |
| ---- | ---- | ---- | - | - | - |
| 404  | 481  | 541  | - | - | - |

## Source de la traduction
- (en) Cet article est partiellement ou en totalité issu de l’article de Wikipédia en anglais intitulé « Varnamtown, North Carolina » (voir la liste des auteurs).